# IV. Magnus norvég király
IV. Magnus Sigurdsson vagy Vak Magnus (1115 – 1139. november 12.) norvég király 1130 és 1135 között.
I. Sigurd norvég király törtvénytelen gyermekeként született, de apja elismerte fiának és ráhagyta a trónt. A korabeli feljegyzések szerint vad, kegyetlen és igen iszákos természetű ember volt. Nem sokáig uralkodhatott egyedül, mert egy Harald nevű ember – aki még I. Sigurd idejében tűzpróbával igazolta azt, hogy III. Magnus Írországban született fia – fellépett IV. Magnusszal szemben. Egy ideig együtt uralkodtak, de végül Magnus elűzte Haraldot, aki viszont nemsokára dán segítséggel visszatért, és Magnust letaszítva a trónról megvakíttatta, megcsonkíttatta és kolostorba záratta. Magnus később megpróbálta visszaszerezni a trónját, de 1139-ben I. Inge és II. Sigurd seregétől vereséget szenvedett a holmengråi csatában és holtan maradt a harcmezőn.

## Házassága
Magnus 1133-ban házasodott össze Dániai Krisztinával, Knut Lavard leányával, I. Erik unokájával, de gyermekük nem született.